# Melanochlamys bengalensis
Melanochlamys bengalensis — вид морських черевоногих молюсків родини Aglajidae. Описаний у 2022 році.

## Назва
Видова назва bengalensis вказує на поширення виду у регіоні Бенгалії.

## Поширення
Вид поширений на півночі Бенгальської затоки вздовж узбережжя Індії. Зібраний на пляжах у штаті Західний Бенгал.